# Communauté de communes de Montmartin-sur-Mer
La communauté de communes de Montmartin-sur-Mer est une ancienne communauté de communes française, située dans le département de Manche et la région Normandie.
La dénomination exacte de la communauté de communes a été modifiée par l'arrêté préfectoral publié le 25 novembre 2015 : il délaisse l'ancien nom de « communauté de communes du canton de Montmartin-sur-Mer »

## Historique
La communauté de communes du canton de Montmartin-sur-Mer a été créée le 28 décembre 1992.
Le 1er janvier 2017, la communauté de communes de Montmartin-sur-Mer fusionne avec la communauté du Bocage coutançais et la communauté de communes du canton de Saint-Malo-de-la-Lande pour former la communauté de communes Coutances Mer et Bocage.

## Composition
L'intercommunalité fédérait deux communes du canton de Coutances et huit du canton de Quettreville-sur-Sienne (les douze de l'ancien canton de Montmartin-sur-Mer) :
| Nom                        | Code Insee | Gentilé          | Superficie (km2) | Population (dernière pop. légale) | Densité (hab./km2) |
| -------------------------- | ---------- | ---------------- | ---------------- | --------------------------------- | ------------------ |
| Montmartin-sur-Mer (siège) | 50349      | Montmartinais    | 9,81             | 1 341 (2014)                      | 137                |
| Annoville                  | 50015      | Annovillais      | 8,47             | 659 (2014)                        | 78                 |
| Contrières                 | 50140      | Contrièrais      | 9,12             | 372 (2021)                        | 41                 |
| Hauteville-sur-Mer         | 50231      | Hautais          | 3,31             | 676 (2014)                        | 204                |
| Hérenguerville             | 50244      | Hérenguervillais | 2,71             | 202 (2021)                        | 75                 |
| Lingreville                | 50272      | Lingremais       | 9,04             | 972 (2014)                        | 108                |
| Orval sur Sienne           | 50388      | Orvalais         | 19,04            | 1 174 (2014)                      | 62                 |
| Quettreville-sur-Sienne    | 50419      |                  | 49,42            | 1 820 (2014)                      | 37                 |
| Regnéville-sur-Mer         | 50429      | Regnévillais     | 8,50             | 753 (2014)                        | 89                 |
| Trelly                     | 50605      | Trelliais        | 11,77            | 669 (2021)                        | 57                 |

## Administration
| Période                                  | Période       | Identité           | Étiquette | Qualité                                         |
| ---------------------------------------- | ------------- | ------------------ | --------- | ----------------------------------------------- |
| janvier 1993                             | avril 2001    | Olivier Beck       | UDF       | Maire de Montmartin-sur-Mer, conseiller général |
| avril 2001                               | avril 2008    | Dominique Lebreton | DvD       | Maire d'Anneville-sur-Mer                       |
| avril 2008                               | août 2009     | Patrick Hélaine    |           | Maire d'Hauteville-sur-Mer                      |
| novembre 2009                            | décembre 2016 | Éric de Laforcade  | PCD       | Retraité de l’armée de terre, élu de Contrières |
| Les données manquantes sont à compléter. |               |                    |           |                                                 |